# プロフェシー/恐怖の予言
『プロフェシー/恐怖の予言』（プロフェシー/きょうふのよげん、原題：Prophecy）は、1979年制作のアメリカ合衆国のホラー映画。
メイン州の山岳地帯を舞台に、製紙工場から垂れ流されたメチル水銀が原因で誕生したモンスターが巻き起こす恐怖をインディアンや公害問題をからめて描く。ジョン・フランケンハイマー監督。

## あらすじ
ワシントンD.C.の救急病院に勤める医師ロブはある日、政府役人の友人からある事を依頼される。それは、メイン州の山奥で、製紙工場と地元インディアンとの間で起こっている森林の権利をめぐるいざこざを解決するための調査だった。ロブは畑違いの仕事に戸惑いながらも妻のマギーと共に現地へ向かった。
そこで2人は製紙工場と地元インディアンの対立が深刻化している様を目にする。さらに現地の生物は次々と異常をきたしていた。川や湖の魚・オタマジャクシは巨大化し、アライグマは凶暴化して人間を襲うようになっていた。異変は野生動物だけにとどまらず、インディアンの村では病気や機能障害を訴える村人が多く、死産や奇型児の出産が増えていた。
インディアンのリーダー、ホークスと会ったロブは、彼からそれらの原因が製紙工場から垂れ流されているメチル水銀にあるのだということを聞かされる。ロブとマギーはインディアンの長老ムライに会う。彼は2人に伝説の怪物“カターディン”が長い眠りから目覚めたという不吉な予言を告げる。
製紙工場の責任者であるイズリーは工場からの汚染物質流出を否定したが、さらに調査を進めたロブとマギーは、ホークスの言葉通り、それらの原因が製紙工場から垂れ流されているメチル水銀にあるという確信を持つ。しかしその矢先、ムライが語った怪物“カターディン”がキャンプに来ていた一家を襲い皆殺しにしてしまう。イズリーはインディアンの仕業と決めつけ、ホークスを逮捕しようとするが、ホークスは森へと逃走した。ホークスを探して森へ向かったロブ達は、密猟者が仕掛けた網にかかった2匹の異様な生物を発見する。1匹は死んでいたがもう1匹はまだ生きており、汚染の証拠としてその生物を捕獲するが、嵐が来たためにひとまずムライの家へと避難する。通報で保安官たちとともに駆け付けたイズリーは汚染の確かな証拠であるその生物を目にして言葉を失う。
そして“カターディン”はロブたちの前についにその姿を現した。それはメチル水銀の影響で醜く奇形した巨大なクマだった。異様な生物はそのクマの子供だったのだ。子供を奪われ怒り狂う“カターディン”に多くの人間が殺される。ロブたちは脱出を試みるが、“カターディン”の執拗な追跡により犠牲者はさらに増えていく。“カターディン”に車を破壊され脱出は失敗、湖に逃げ込むが、その最中“カターディン”の子供までもが牙をむく。“カターディン”の子供を湖に沈め、泳ぐことができない“カターディン”も溺死したかと思われたが、執念深い“カターディン”は湖の底を歩いてなおも追ってきた。一行は追い詰められるが、壮絶な死闘の末、ロブはついに“カターディン”を倒した。
小型飛行機で惨劇の地を後にするロブとマギー。しかし、汚染が残る森林には新たな怪物の咆哮が響きわたるのだった。

## キャスト
- マギー：タリア・シャイア（吹替：田島令子）
- ロブ：ロバート・フォックスワース（吹替：小林勝彦）
- ジョン・ホークス：アーマンド・アサンテ（吹替：有川博）
- イズリー：リチャード・ダイサート（吹替：富田耕生）
- ラモナ：ヴィクトリア・ラチモ（吹替：宗形智子）
- ムライ：ジョージ・クルテーシ
- パイロット：トム・マクファデン
- カターディン：ケヴィン・ピーター・ホール（クレジットなし）

- テレビ放映：1984年8月5日 テレビ朝日「日曜洋画劇場」